# Доктор образования
Доктор образования — (Doctor of Education, EdD или DEd; латинский Educationis Doctor или Doctor Educationis) — в зависимости от региона и университета, исследовательская или профессиональная докторская степень, специализирующаяся в области образования. Получение данной степени позволяет её обладателям занимать академические, исследовательские, административные или иные должности в образовательных, научных, коммерческих, частных организациях или государственных учреждениях.

## История
Впервые степень доктор образования начали присуждать в США наравне со степенью PhD, но для исследований, ориентированных на сферу образования. На протяжении XX века подобная степень появилась во многих европейских университетах. В России степень доктора образования начали присуждать в первой четверти XXI века в качестве профессиональной докторской степени.
Когда в конце XIX века в США были созданы исследовательские университеты, они в первую очередь присуждали докторские степени в области естественных наук, а затем и искусств. К началу XX века эти университеты начали предлагать докторские степени в профессиональных областях.
Первые профессиональные степени были присуждены в области медицины и права. Вскоре после этого, в ответ на потребность общества в специалистах-практиках, стали присуждаться докторские степени в области образования. Первая степень доктора философии (PhD) в области образования была присвоена в Педагогическом колледже Колумбийского университета в 1893 году.
Первая степень доктора образования (EdD) была присвоена в Гарвардском университете в 1921 году. Генри Холмс, преподаватель Гарвардского колледжа, собрал средства для создания Гарвардской высшей школы образования. Холмс увидел ценность в повышении роли Гарварда в профессиональной подготовке педагогов и учредил степень доктора образования, или EdD., для студентов, имевших успешный педагогический опыт, обладающих «рабочими знаниями в области биологии, психологии и биологии». социальные науки" и стремившиеся занять более высокое положение в школьной системе.
Программа обучения включала пять направлений образования плюс изучение социальной теории образования, истории образования и педагогической психологии. Диссертация служила для того, чтобы научить студента проводить независимое исследование, используя имеющиеся знания и получая «конструктивный результат, имеющий важное и ценное значение». Цель работы заключалась в том, чтобы предложить строгий курс обучения, который расширит предварительные знания и навыки кандидатов и лучше подготовит их к лидерству в качестве школьных практиков.
Степень EdD была добавлена Педагогическим колледжем в 1934 году. Между 1925 и 1940 годами многие учебные заведения, в том числе Калифорнийский университет в Беркли, Стэнфордский университет и Мичиганский университет, последовали примеру Колумбийского и Гарвардского университетов и открыли школы и педагогические колледжи, которые предлагали аспирантуру и, в конечном итоге, две докторские степени. Однако, несмотря на этот рост, эти и другие учебные заведения изо всех сил пытались утвердиться в качестве профессиональных школ и постоянно были охвачены дебатами по поводу цели EdD..
Весь XX-й век был периодом смятения. Во многих аспирантурах в области образования это была степень практикующего специалиста, в то время как в других она считалась докторской степенью в области образования. Несколько факторов способствовали путанице: во-первых, предоставление двух докторских степеней приводило к постоянному конфликту между «требованиями теории и практикой». Во-вторых, развитие профессиональной подготовки ещё больше осложнялось, поскольку педагогические школы конкурировали со школами искусств и наук. Программы магистратуры в области искусств и наук были старше и более авторитетными. Традиционно факультеты искусств и наук предлагали докторскую подготовку в форме PhD. И школа искусств и наук, и её преподаватели с трудом отказывались от своего опыта в докторантуре или признавали необходимость получения профессиональной докторской степени. В-третьих, с момента создания обеих докторских степеней в области образования неясные цели и схожее содержание программ запутали цели получения степеней и препятствовали усилиям по профессионализации.